# Cirrhophanus
Cirrhophanus is een geslacht van vlinders van de familie Uilen (Noctuidae), uit de onderfamilie Stiriinae.

## Soorten
- C. chrysochilus Dyar, 1909
- C. dubifer Dyar, 1907
- C. duplicatus Smith, 1891
- C. dyari Cockerell, 1899
- C. hoffmani Hogue, 1963
- C. magnifer Dyar, 1907
- C. miaiphona Dyar, 1912
- C. nigrifer Dyar, 1907
- C. papago Barnes, 1907
- C. pretiosa Morrison
- C. triangulifer Grote, 1872